# CW Leonis
CW Leonis eller IRC+10216, är en ensam stjärna i mellersta delen av stjärnbilden Lejonet. Den har en skenbar magnitud av ca 10,96 och kräver ett teleskop för att kunna observeras. Baserat på parallax på ca 10,6 mas, beräknas den befinna sig på ett avstånd på ca 310 ljusår (ca 90 parsek) från solen.

## Egenskaper

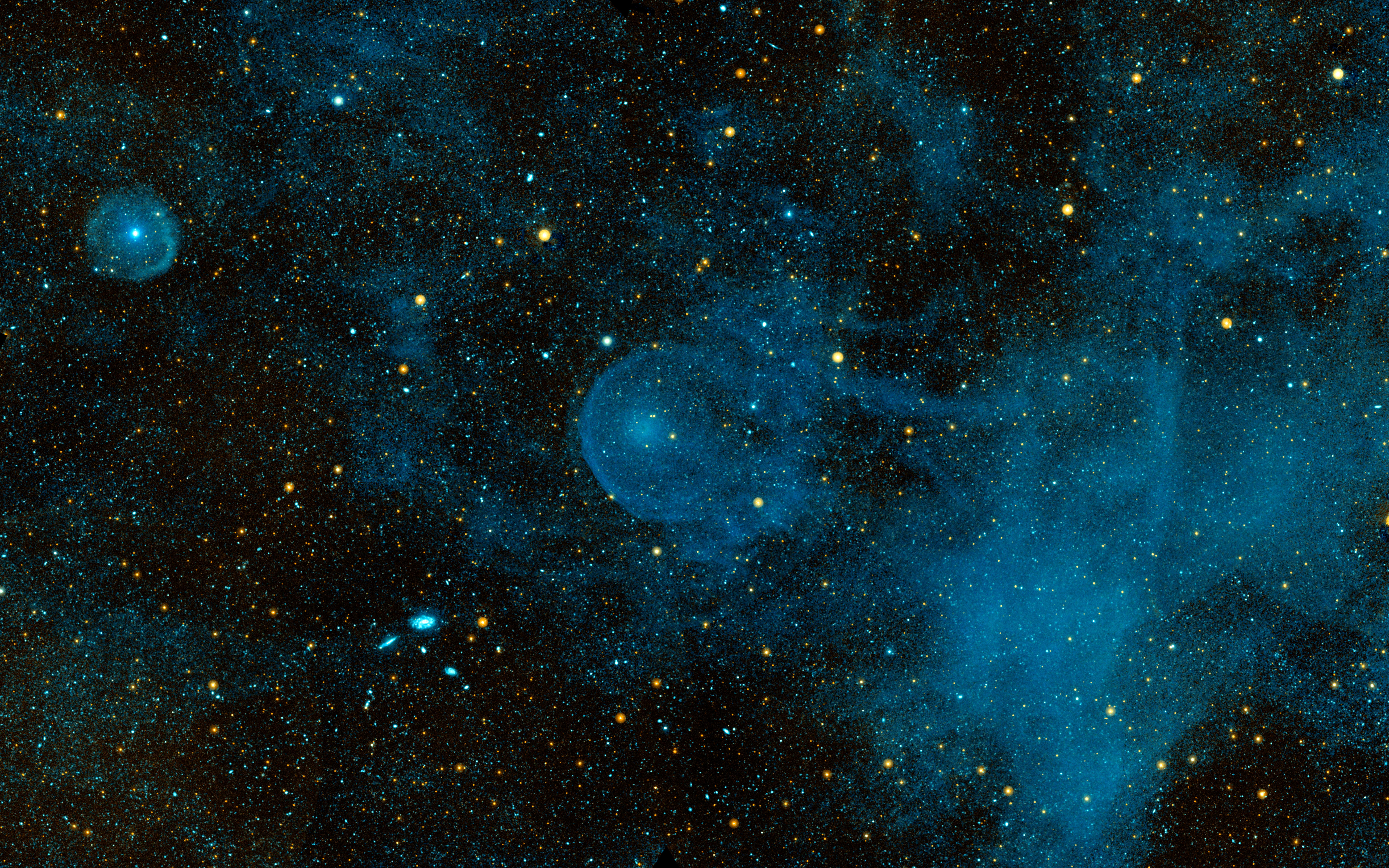
CW Leonis i ultraviolett som visar bågfronten.

CW Leonis är en röd dvärgstjärna av spektralklass C9,5e och är en kolstjärna, (den närmaste från jorden) som är inbäddad i ett tjockt stofthölje. Dess energi emitteras mestadels på infraröda våglängder. Vid en våglängd på 5 μm befanns den ha det högsta flödet av något objekt utanför solsystemet. Den har en massa som är ca 0,7 – 0,9 solmassa, en radie som är ca 560 solradier och har i genomsnitt ca 8 500 gånger solens utstrålning av energi från dess fotosfär vid en effektiv temperatur av ca 2 300 K.

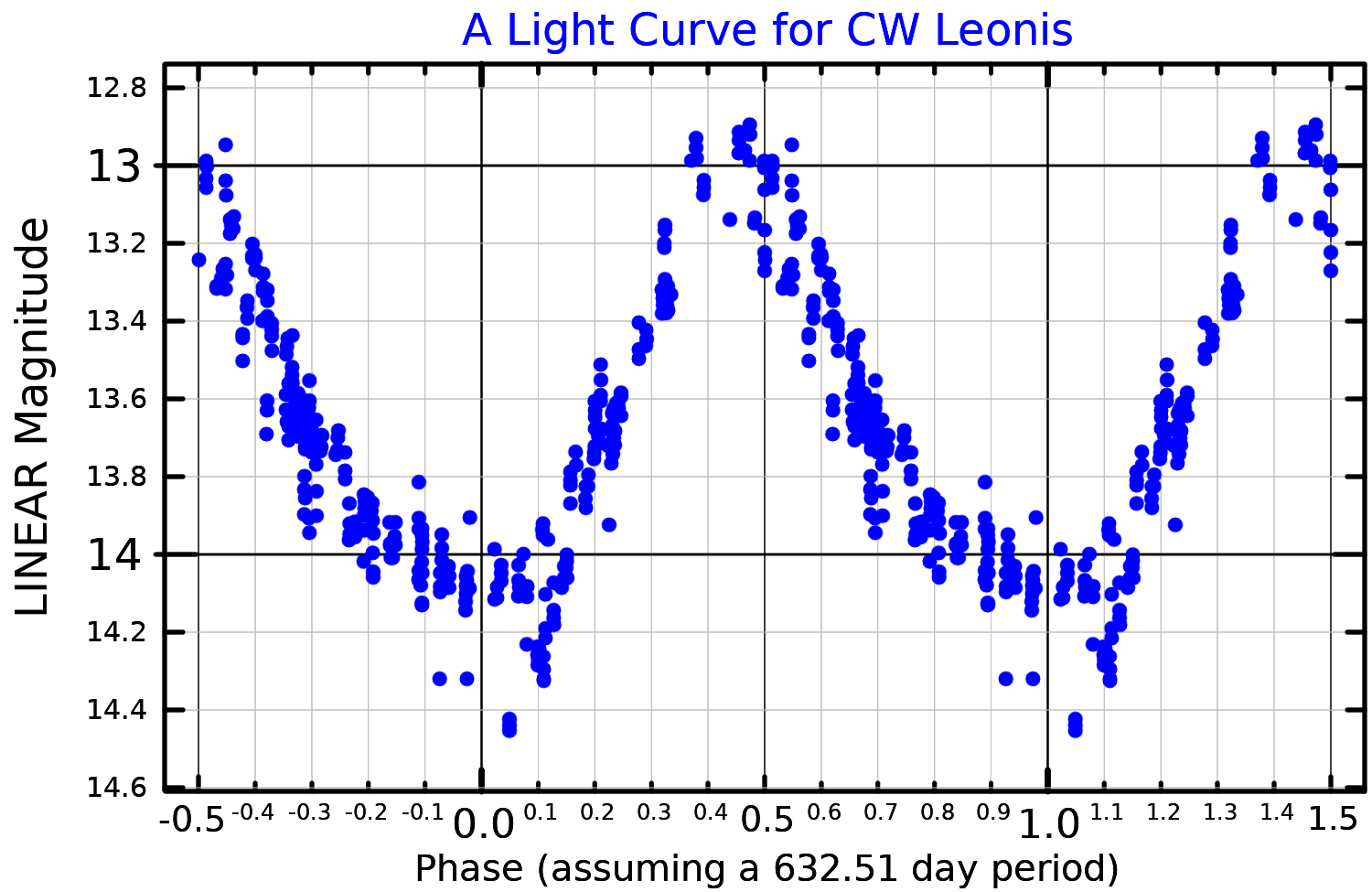
LINEAR (vitt ljus) ljuskurva för CW Leonis, anpassad från Palaversa et al. (2013)

CW Leonis tros vara i ett sent skede av dess liv och blåser av sin egen sotiga atmosfär för att bilda en vit dvärg. Baserat på isotopförhållanden av magnesium, har den initiala massan av denna stjärna avgränsats till att ligga mellan 3 och 5 solmassor. Massan av stjärnans kärna, och stjärnans slutliga massa när den väl blir en vit dvärg, är cirka 0,7–0,9 solmassor. Dess bolometriska ljusstyrka varierar under en 649-dygns pulseringscykel, från ett minimum av cirka 6 250 gånger solens ljusstyrka upp till en topp på cirka 15 800 gånger. Stjärnans totala uteffekt representeras bäst av en ljusstyrka på 11 300 gånger solens.
Det kolrika gashöljet som omger stjärnan är minst 69 000 år gammalt och stjärnan förlorar cirka (1–4) × 10–5 solmassor per år. Det utökade höljet innehåller minst 1,4 solmassor av material. Speckleobservationer från 1999 visar en komplex struktur för detta stofthölje, inklusive partiella bågar och oavslutade skal. Denna klumpighet kan orsakas av en magnetisk cykel i stjärnan som är jämförbar med solcykeln i solen och resulterar i periodiska ökningar i massförlust.
Olika kemiska grundämnen och ett 50-tal molekyler har påvisats i utflödena från CW Leonis, bland annat kväve, syre och vatten, kisel och järn. En teori var att stjärnan en gång var omgiven av kometer som smälte när stjärnan började expandera, men vatten tros nu bildas naturligt i atmosfären hos alla kolstjärnor.